# Pternistis icterorhynchus
El francolín piquigualdo o francolín de pico amarillo (Pternistis icterorhynchus) es una especie de ave galliforme de la familia Phasianidae propia de África central.

## Distribución
Se encuentra en la República Centroafricana, República Democrática del Congo, Sudán del sur y Uganda.